# Сталинград (площад в Париж)
Площад „Сталинград“ (на френски: Place de la Bataille-de-Stalingrad) се намира на пресечната точка между канала Де л'Орк и канала Сен Мартен от реката Басин дьо ла Вилет в град Париж, Франция.
Площадът след направеното преустройство през 1988 г. е преименуван на „Битката за Сталинград“. Самият площад е открит официално на 7 юли 1945 г. Наречен е така в памет на Сталинградската битка (12 юли 1942 – 2 февруари 1943), която се води между германци и руснаци на Източния фронт през Втората световна война, която мнозина смятат за повратната точка на войната в Европа и водеща до бъдещото поражение на Хитлер и Третия райх.
Няколко десетилетия след построяването този площад е преработен от архитекта Бернард Хю, когато булевард „Де ла Вилет“ е отклонен и са добавен басейн с множество фонтани. Заедно с него има по-малък фонтан, който е украсен бронзова статуя в средата. Те са проектирани и направени от скулптора Жорж Жанкло. С указ от 26 ноември 1993 г. е извършено преименуването. Въпреки това строителната регулация е критикувана за липсата на връзка с доковете на Басин дьо ла Вилет. В крайна сметка е приет план за цялостно обновяване на площада. През 2006 г. се извършват големи ремонтни работи около реката, като пешеходната му част е преасфалтирана, добавено е след ремонт и обновяване ново осветление на Ротондата, която се намира на площада, който е класифициран като исторически паметник в Париж.
След като е реновирана и възстановена Ротондата, тя е превърната в ресторант през 2007 г. Въпреки това обектът отново е класифициран като културно място и е наречен „Гран марш де Сталинград – Ла Ротонде“. Там има няколко различни хранителни и питейни заведения, включително ресторант, няколко бутици, художествена галерия и миниклуб.